# Leipzig-Altenburg Airport
Leipzig-Altenburg Airport (indtil februar 2008, Altenburg-Nobitz Airport) (IATA: AOC, ICAO: EDAC), er en regional lufthavn i udkanten af byen Nobitz, 5 km syd for Altenburg, i regionen Altenburger Land, i delstaten Thüringen, Tyskland. Leipzig ligger 42 km syd for lufthavnen.

## Historie

### 1913 – 1945
Efter at området allerede havde været brugt til lufttrafik, åbnede man i 1913 officielt lufthavnen, som ikke bestod af andet end en landingsbane med græs. Det var først under 1. verdenskrig i 1916 man begyndte på etableringen af bygninger, hangarer m.m på et 110 hektar stort område. Der blev også bygget store haller der skulle bruges til at samle fly. Flyproducenter som Albatros Flugzeugwerke, DFW, Rumpler og Fokker brugte alle faciliteterne i Altenburg til samling af forskellige flytyper, der blev brugt under krigen. Efter krigens afslutning blev de militære faciliteter på basen ødelagt, som en del af betingelserne i Versailles-freden. I de næste år blev stedet kun brugt til svævefly, ballonflyvninger og andre lignede fritidsaktiviteter.
I begyndelsen af 1930'erne begyndte Luftwaffe og Værnemagten igen at opbygge luftbasen, som et led i Nazitysklands militære oprustning. Efter at Hermann Göring i 1935 var blevet øverstbefalende for Luftwaffe blev der sat ekstra fart på udbygningen af området i Altenburg. En landingsbane af beton, 7 flyhangarer, store værksteder, kontroltårn, beboelse til personel, vejrstation og kasino var mange af de ting der blev bygget på rekordfart efter Göring udstedte ordren.
Under 2. verdenskrig fik lufthavnen en central rolle. Fra Altenburg-Nobitz var der ikke langt til nogen af de vigtigste krigsskuepladser mod øst. Stedet blev brugt til træning- og øvelsesplads for de tyske piloter. Blandt de flytyper der var placeret her var Junkers Ju 87, Ju 88, Heinkel He 111, Dornier Do 17 og Messerschmitt Bf 110.
14. april 1945 ankom en amerikanske panserdivision til byen Altenburg, og kort tid efter besatte kamptropper Flugplatz Altenburg-Nobitz og overtog kontrollen.

### 1945 – 1992
Den Røde Hær fra Sovjetunionen overtog 1. juli 1945 kontrollen med basen, som et led i den aftale der blev indgået med De Allierede efter krigens afslutning. Der blev lavet mange ændringer på lufthavnens område efter den blev en del af Østtyskland. Man ryddede et større skovområde der grænsede op til basen, og benyttede blandt andet dette til at forlænge landingsbanen, udbygning af kaserne området, ligesom området med hangarer og flyværksteder blev gjort større.
Det var kommunikations- og transportfly der som de første sovjetiske blev udstationeret her. Senere blev Altenburg-Nobitz omdannet til en luftbase med angrebs- og bombefly. MiG-21, MiG-23, MiG-27 og seneste MiG-29 var de typer der var fast udstationeret. Et anti-missil system blev installeret i 1986. Efter murens fald forlod de sidste soldater fra Den Røde Hær i maj 1992 basen.

### 1992 – 2009
24. januar 1992 blev selskabet Flugplatz Altenburg-Nobitz GmbH grundlagt. Selskabet skulle drive den tidligere militærbase som en regional lufthavn, og sørge for en modernisering af faciliteterne. Siden er der blandt andet bygget nyt kontroltårn, forplads og passagerterminal.
I sommeren 1996 startede Air Malta de første charterflyvninger fra lufthavnen, da de åbnede en rute til Malta International Airport. Op igennem 1990'erne forsøgte lufthavnen at få forskellige flyselskaber til at starte regulær rutetrafik. Der skulle gå indtil 2003 inden det første rutefly afgik fra Altenburg-Nobitz. Det var irske Ryanair der startede én enkelt rute til London Stansted Airport. Ryanair drev i 2009 3 ruter og var det eneste selskab der havde ruteflyvning fra lufthavnen.

## Statistik
| År   | Flybevægelser | Passagerer (ruteflyvning) | Passagerer (total) | Fragt (t) |
| 1992 | 920           | 0                         | 1.983              | 0         |
| 1995 | 18.462        | 0                         | 19.788             | 0         |
| 1998 | 17.720        | 0                         | 27.016             | 180,2     |
| 1999 | 17.693        | 0                         | 30.044             | 66,2      |
| 2000 | 17.997        | 0                         | 27.764             | 131,9     |
| 2001 | 16.127        | 0                         | 26.868             | 27,9      |
| 2002 | 19.543        | 0                         | 26.811             | 32,1      |
| 2003 | 16.116        | 51.419                    | 71.124             | 20,7      |
| 2004 | 13.978        | 76.606                    | 93.870             | 12,4      |
| 2005 | 12.601        | 100.956                   | 118.252            | 102,7     |
| 2006 | 12.934        | 90.551                    | 105.213            | 10,4      |
| 2007 | 14.232        | 124.411                   | 139.593            | 20,3      |